# Wołejkowicze (obwód grodzieński)
Wołejkowicze (biał. Валэйкавічы; ros. Валейковичи) − wieś na Białorusi, w obwodzie grodzieńskim, w rejonie smorgońskim, w sielsowiecie Soły.

## Historia
W czasach zaborów wieś w okręgu wiejskim Zajezorce, w gminie Soły, w powiecie oszmiańskim, w guberni wileńskiej Imperium Rosyjskiego. W 1866 roku wieś w części Snarskich liczyła 43, w części Hurczynów 23 a w części Raczkiewiczów 18 dusz rewizyjnych. W 1905 wymieniono trzy wsie:
- Wołejkowicze 1 liczyły 114 mieszkańców, 326 dziesięcin[2].
- Wołejkowicze 2 liczyły 46 mieszkańców, 108 dziesięcin[2].
- Wołejkowicze 3 liczyły 39 mieszkańców, 72 dziesięciny[2].

Po I wojnie światowej pod administracją polską, w Zarządzie Cywilnym Ziem Wschodnich. W latach 1920–1922 w składzie Litwy Środkowej.
Od 11 kwietnia 1922 wieś leżała w Polsce, w województwie wileńskim, w powiecie oszmiańskim, w gminie Soły.
W 1931 w 55 domach zamieszkiwało 270 osób.
Wierni należeli do parafii rzymskokatolickiej w Sołach. Miejscowość podlegała pod Sąd Grodzki w Oszmianie i Okręgowy w Wilnie; właściwy urząd pocztowy mieścił się w Sołach.
Do 1945 w Polsce. Po II wojnie światowej w granicach Związku Sowieckiego. Od 1991 w niepodległej Białorusi.